# Styphelioideae
Styphelioideae es una subfamilia de plantas perteneciente a la familia Ericaceae. Incluye las siguientes tribus y géneros:

## Tribus y Géneros
- Tribu: Archerieae
  - Géneros: Archeria
- Tribu: Cosmelieae
  - Géneros: Andersonia - Cosmelia - Sprengelia

- Tribu: Epacrideae
  - Géneros: Budawangia - Epacris - Lysinema - Rupicola - Woollsia

- Tribu: Oligarrheneae
  - Géneros:Needhamiella - Oligarrhena

- Tribu: Prionoteae
  - Géneros: Lebetanthus - Prionotes

- Tribu: Richeeae
  - Géneros:  Dracophyllum - Richea - Sphenotoma

- Tribu: Styphelieae
  - Géneros: Acrotriche - Androstoma - Astroloma - Brachyloma - Coleanthera - Conostephium - Croninia - Cyathodes - Cyathopsis - Decatoca - Leptecophylla - Leucopogon - Lissanthe - Melichrus - Monotoca - Pentachondra - Planocarpa - Styphelia - Trochocarpa